# 普拉維亞 (斯瓦利亞瓦區)
48°30′4″N 23°6′44″E / 48.50111°N 23.11222°E
普拉維亞（烏克蘭語：Плав'я），是烏克蘭西部的村莊，隸屬外喀爾巴阡州的穆卡切沃區。該村始建於1944年，面積0.83平方公里，海拔高度318米，2001年人口845，人口密度每平方公里1,018.07人。